# 宮田親平
宮田 親平（みやた しんぺい、1931年1月11日 - 2018年12月18日）は、日本の医学・科学ジャーナリスト。

## 略歴
東京府北豊島郡（現・東京都北区）生まれ。1954年東京大学医学部薬学科卒業。薬剤師を経て、文藝春秋社入社。『週刊文春』編集長、『文藝春秋』編集委員を経てフリー。2008年『毒ガス開発の父ハーバー　愛国心を裏切られた科学者』で科学ジャーナリスト賞大賞受賞。
2018年12月18日に肺炎のため死去。87歳没。

## 著書
- 『田辺製薬の「抵抗」』文芸春秋 1981
- 『科学者たちの自由な楽園 栄光の理化学研究所』文藝春秋 1983
  - 『「科学者の楽園」をつくった男 大河内正敏と理化学研究所」』 日経ビジネス人文庫、河出文庫
- 『科学者の女性史 コワレフスカヤからマクリントックまで』創知社 1985
- 『人体パーツ別健康事典』編 文藝春秋 1987
- 『ガン特効薬魔法の弾丸への道』新潮選書　1989
- 『毒ガスと科学者 化学兵器はいかに造られたか』光人社 1991　のち文春文庫
- 『エイズはとめられる? 医療最前線からの緊急提言 企業、社会の対応策』池田書店 1992
- 『病院えらび事典 全国優良病院800と賢いかかり方のヒント』文芸春秋 1993
- 『医者の上手な選び方・かかり方 寿命を決める68ポイント よい病院、よい医師によく診てもらう秘訣』PHP研究所 1995
- 『だれが風を見たでしょう ボランティアの原点・東大セツルメント物語』文芸春秋 1995
- 『異端のガン特効薬』文藝春秋 1997
- 『ヨーロッパ市電王国を行く』光人社 1998
- 『ハゲ、インポテンス、アルツハイマーの薬』文春新書 1999
- 『トラムのある街』光人社 2001
- 『がんというミステリー』文春新書 2005
- 『毒ガス開発の父ハーバー 愛国心を裏切られた科学者』朝日選書 2007

### 翻訳
- デズモンド・ズヴァー『医学革命 ガンと免疫を追うバイオの冒険者たち』文藝春秋 1984
- リサ・ベルキン『いつ死なせるか ハーマン病院倫理委員会の六ケ月』文藝春秋 1994

## 注
1. ↑  『現代日本人名録』2002年
2. ↑  “宮田親平氏が死去　ジャーナリスト”. 日本経済新聞. (2018年12月20日) 2018年12月21日閲覧。